# Americká okupace Nikaraguy
Americká okupace Nikaraguy probíhala od 4. srpna 1912 do 2. ledna 1933 a byla součástí tzv. banánových válek Spojených států amerických, ve kterých americká armáda provedla sérii invazí do několika zemí Latinské Ameriky. Cílem invaze bylo zajistit, aby Spojené státy americké kontrolovaly tehdy navrhovanou výstavbu Nikaragujského průplavu. V srpnu 1914 byla podepsána Bryanova–Chamorrova smlouva, která udělila Spojeným státům americkým monopol na výstavbu průplavu. V lednu 1933 došlo k ukončení americké okupace Nikaraguy poté, co ji prezident Herbert Hoover na konci svého mandátu zrušil.

## Pozadí
V roce 1893 byl prezidentem Nikaraguy zvolen José Santos Zelaya za Liberální stranu. Zelaya provedl několik pokrokových reforem – modernizoval veřejné školství, podpořil rozvoj železnice a paroplavby. Současně ústavně zaručil řadu občanských práv. Zelaya byl nacionalistou, který se často dostával do konfliktu se zahraničními investory a vlastníky a jejich domovskými zeměmi. V roce 1894 se vojensky chopil Pobřeží Moskytů, což bylo sporné území obývané původními obyvateli, které de facto fungovalo jako protektorát Britského impéria. Pobřeží Moskytů bylo začleněno do nového departementu Zelaya. Zelaya byl znovuzvolen prezidentem v letech 1902 a 1906. 
Spojené státy americké se o Nikaraguu zajímaly hlavně ve vztahu k výstavbě Nikaragujského průplavu. Již v roce 1880 začali Francouzi stavět průplav v Panamě (Panamský průplav) a Američané rovněž usilovali o vlastní průplav, který by měli pod kontrolou. Nicméně francouzská společnost se dostala do finančních problémů a Američané se v roce 1901 rozhodli převzít její závazky a dokončit kanál v Panamě. Tím ukončili své vstupní investice v Nikaragui. Zelaya poté začal jednat o výstavbě průplavu na území své země s Německým císařstvím a Japonským císařstvím. Američané se obávali, že by výstavba dalšího průplavu ve Střední Americe zmařila jejich investici v Panamě a rozhodli se Zelayu svrhnout.
Spojené státy americké finančně podpořily Zelayova konkurenta z Liberální strany generála Juana Josého Estradu. Ten v roce 1909 zahájil ozbrojené povstání. V srpnu 1910 svrhnul Zelayu a později se prohlásil prezidentem Nikaraguy. Jeho vládu podpořila domácí Konzervativní strana a Spojené státy americké, které na jeho obranu vyslaly do země mariňáky.
Americké válečné lodě byly na tichomořském pobřeží Nikaraguy zakotveny již od prosince 1909, kdy je tam Spojené státy americké vyslaly chránit bezpečí amerických občanů a majetků. Krátce poté Zelaya podal demisi a jeho nástupcem se stal José Madriz. Nicméně Spojené státy americké uvedly, že neobnoví se zemí diplomatické vztahy, dokud nebudou podány garance na zabezpečení amerických investic a kompenzace za škody způsobené Zelayovou vládou. Sám Zelaya byl deportován do Mexika. Po tlaku Spojených států amerických José Madriz v srpnu 1910 rezignoval a jeho nástupcem se stal Juan José Estrada.
Estrada ve funkci prezidenta umožnil administrativě amerického prezidenta Williama Howarda Tafta provádět v zemi tzv. dolarovou diplomacii. Jejím cílem bylo oslabit evropský koloniální vliv v regionu a nahradit ho americkým. Spojené státy americké si hlídali investice ohledně výstavby průplavu a těžby přírodních zdrojů. Tato skutečnost hýbala domácí politikou, ve které se střetávali liberálové a konzervativci. Estradova vláda měla křehkou podporu konzervativců, která skončila už v roce 1911. Konzervativní ministr války generál Luis Mena donutil Estradu podat demisi a prezidentem se stal tehdejší viceprezident, konzervativec Adolfo Díaz. Ten pokračoval ve vstřícné politice vůči zájmům Spojených států amerických, což vedlo k domácí kritice. Luis Mena, který postupně začal zastávat nacionální postoje, se stal velkým kritikem Díaze a hrozil jeho svržením. Díaz poté požádal Spojené státy americké o vojenskou pomoc. Situace se vyhrotila v povstání, které vedl generál Benjamín Zeledón (za Liberální stranu). K jeho povstání se brzy přidal i Luis Mena. Díaz znovu požádal Spojené státy americké o vojenskou intervenci, kterou odůvodnil tím, že jinak nemůže garantovat bezpečí amerických občanů a investic. Následně se během léta 1912 vylodili v Nikaragui američtí mariňáci pod velením Williama Southerlanda, Josepha Pendletona a Smedleyho Butlera.

## Průběh okupace

### První okupace (1912–1925)
Okupace oficiálně začala dne 4. srpna 1912, kdy mariňáci vstoupili do hlavního města Managua. Mariňáci postupně začali potlačovat vzbouřence. Generál Luis Mena kapituloval již 22. září 1912 a byl deportován do Panamy. Druhého října bylo generálu Benjamínu Zeledónovi doručeno ultimátum ke kapitulaci. Ten ho ale odmítl. Zeledónovy pozice byly poté bombardovány, což vedlo k jejich stažení. Na útěku byla většina jeho jednotek zabita nebo zajata, a to včetně samotného Zeledóna, který v bitvě padl. Dne 6. října bylo Američany dobyto poslední významné město v držení rebelů León. Vzpoura tím byla potlačena.
Na konci října se většina z dvou tisíc nasazených mariňáků ze země stáhla. V zemi zůstala stálá posádka, která měla bránit americké zájmy. V roce 1914 vstoupila v účinnost Bryanova–Chamorrova smlouva, která předala Američanům kontrolu nad finančním systémem Nikaraguy.
Na konci roku 1916 se stal prezidentem konzervativec, generál Emiliano Chamorro Vargas, který ještě utužil obchodní a kapitálové vazby se Spojenými státy americkými. V následujících letech se odehrálo několik potyček a incidentů mezi americkými mariňáky a obyvateli Nikaraguy.

### Druhá okupace (1926–1933)
V květnu 1926 vypukla v Nikaragui občanská válka mezi liberály a konzervativci. Liberálové dobyli město a přístav Bluefields. Krátce poté se ve městě vylodili američtí mariňáci s úkolem ochránit americké občany a majetky. V srpnu liberálové dobyli město Puerto Cabezas, ve kterém se povstalec Juan Bautista Sacasa v prosinci 1926 prohlásil prezidentem země. V listopadu 1926 podal demisi konzervativní prezident Emiliano Chamorro Vargas, který se do funkce vrátil v březnu 1926. Kongres za jeho nástupce jmenoval bývalého prezidenta Adolfa Díaze. Ten neváhal a ihned požádal amerického prezidenta Calvina Coolidge o vojenskou intervenci. Ta byla oficiálně zahájena v lednu 1927.
Povstalci ovšem tentokrát bojovali s většími úspěchy a v únoru 1927 se chopili měst Chinandega a Muy Muy. V březnu 1927 bylo v Nikaragui přítomno opět přes dva tisíce mariňáků pod velením generála Logana Felanda. Američané vyslali do země vyjednavače Henryho L. Stimsona, který sjednal příměří s příslibem konání voleb v roce 1928. Henry L. Stimson v prosinci 1927 získal funkci generálního guvernéra Filipín. Avšak jeden z velitelů jednotky liberálů, Augusto César Sandino, odmítl příměří a se dvěma stovkami svých mužů pokračoval v boji.
V červnu 1927 se Sandino chopil zlatého dolu v San Albinu a pronesl proslov proti konzervativcům, což vedlo k rekrutování nových bojovníků. V červenci vzbouřenci přepadli posádku mariňáků a národních gardistů v Ocotalu. Vzbouřenci zaznamenali těžké ztráty a stáhli se. Vzbouřenci poté pokračovali v partyzánské válce.
V listopadu 1928 se konaly pod dohledem amerických mariňáků slíbené volby. Vítězem se stal liberální kandidát José María Moncada. V únoru 1929 byli povstalci potlačeni a Augusto César Sandino se začal stahovat k mexické hranici a následující rok strávil v mexickém exilu, a to i přesto, že počet povstalců se k roku 1930 pohyboval kolem pěti tisíc mužů.
V roce 1929 se novým prezidentem USA stal Herbert Hoover. V únoru 1931 se americké jednotky začaly ze země stahovat. Aktivitu v boji se vzbouřenci převzali nově vycvičení národní gardisté Nikaraguy. V květnu 1931 v Nikaragui bylo silné zemětřesení, při kterém zemřelo dva tisíce lidí. Zemětřesení způsobilo žádané rozptýlení pro Sandina, který se vrátil do země a pokračoval v boji. V roce 1932 bylo v zemi posledních 700 mariňáků. Na konci roku 1932 byl prezidentem zvolen liberál Juan Bautista Sacasa. Do úřadu vstoupil v lednu 1933. V téže době bylo dokončeno stažení amerických jednotek. V únoru 1933 se Sandino sešel s prezidentem Sacasou, slíbil mu věrnost a rozkázal rozpustit své jednotky. Sandino ovšem nadále kritizoval národní gardisty za jejich vazbu na Spojené státy americké a požadoval jejich rozpuštění. Současně kritizoval velitele gardistů Anastasia Somozu Garcíu. V únoru 1934 Anastasio Somoza García, bez vědomí prezidenta Sacasy, nařídil svým gardistům zadržet Sandina a jeho blízké spolupracovníky a všechny popravit.